# فيرنون أندرادي
فيرنون أندرادي (بالإنجليزية: Vernon Andrade)‏ هو عازف جاز أمريكي، ولد في 24 أبريل 1902، وتوفي في 8 فبراير 1966.